# Liste der Theater in Wuppertal
In der Liste der Theater in Wuppertal sind Theater und Theaterbetriebe in Wuppertal aufgeführt.

## Kommunale Theaterbetriebe
- Wuppertaler Bühnen Stadttheaterbetrieb mit den Spielstätten:
  - Schauspielhaus Wuppertal (ehemalige Spielstätte)
  - Opernhaus Wuppertal
- Theater am Engelsgarten
  - Der Container für Aufführungen und Konzerte vor allem Jugendlicher, erst auf dem Schauspielhausvorplatz, später hinter den Opernhaus
  - Kleinere Spielstätten in Wuppertal: Kirche in der City, Kommunikationszentrum „die börse“, Atelier des Theaters in Cronenberg in der Komödie Wuppertal.
- Tanztheater Pina Bausch: Opern- und Schauspielhaus (ehemals, das Schauspielhaus Wuppertal soll als Internationales Tanzzentrum Pina Bausch reaktiviert werden)
- Close Up Theater am Haus der Jugend Barmen

## Private Theaterbetriebe
- Theater in Cronenberg
- K4 Theater für Menschlichkeit
- Rex-Theater (Forum Maximum im Rex-Theater)
- „die börse“, Kommunikationszentrum mit eigenen Theaterproduktionen
- Wuppertaler Kinder- und Jugendtheater
- Das Vollplaybacktheater
- Kulturzentrum Bandfabrik
- Griechisches Theater Wuppertal (von der griechischen Schauspielerin Maria Karavia gegründet)
- Das unmögliche Theater Guido Sauer
- TalTonTheater
- Leo Theater
- TheaterTruppeEckbusch

## Ehemalige Theaterbetriebe
- Thalia-Theater (abgerissen)
- Comödie Wuppertal (Comödie Wuppertal am Karlsplatz), seit Juni 2008 geschlossen[1]
- Karamell und Kardamom Figurentheater, Handpuppentheater für Kinder
- Müllers Marionetten-Theater